# Acústica arquitectònica
L'acústica arquitectònica és una branca de l'acústica aplicada a l'arquitectura, que es dedica al control acústic de recintes o d'edificis complets, per a assolir un adequat aïllament acústic entre dos o més sales, o bé per a millorar l'acondicionat acústic a l'interior d'aquests. L'acústica arquitectònica estudia el control del so en llocs oberts o en espais tancats.
Entre els objectius de l'acústica arquitectònica hi ha:
- En teatres, auditoris, aules i altres espais destinats a que un públic escolti un so o segueixi una classe o un espectacle, que el so arribi clarament als oients, i que les reflexions del so a les parets, el sostre i el terra del local i els elements que contingui no distorsionin el so, sinó que el reforcin i en millorin la qualitat. Això es pot aconseguir amb una disposició adient de superfícies absorbents i reflectives (incloent, si cal, ajustar la forma i mida del local), i en certs casos amb el reforç d'un sistema electrònic d'amplificació.
- Evitar la propagació del so fins als llocs on pugui resultar perjudicial (aïllament sonor), i evitar l'augment del volum sonor per causa de l'edifici, en el mateix local que conté la font sonora.
- Permetre la privadesa de les converses on sigui necessari, sense ser oïdes per altres persones. Aquest problema presenta dificultats importants en espais oberts tals com una oficina de planta oberta (o sigui no dividida en despatxos tancats), però es pot resoldre amb la combinació de superfícies absorbents que no reflectin el so cap als oients, barreres d'altura parcial, una adequada disposició dels espais de treballs i un soroll de fons suficient perquè emmascari les converses sense arribar a ser molest.